# Championnat de Brunei de football 2004
Navigation
Saison précédente Saison suivante
La saison 2004 du Championnat de Brunei de football est la troisième édition du championnat national de première division à Brunei. Les dix meilleurs clubs du pays sont regroupés au sein d'une poule unique où ils s'affrontent à deux reprises. En fin de saison, les deux derniers du classement sont relégués tandis que le 8e doit disputer un barrage de promotion-relégation.
C'est le DPMM FC qui remporte la compétition, après avoir terminé en tête du classement final, avec dix points d'avance sur AH United FC et quinze sur MS ABDB. C'est le second titre de champion du Brunei de l'histoire du club, qui réalise même le doublé en s'imposant en finale de la Coupe nationale, face à MS ABDB.

## Les clubs participants
- QAF FC
- Sengkurong Football Club
- AH United FC
- DPMM FC
- Jerudong Football Club
- Kota Rangers FC
- Kasuka Football Club
- Wijaya United
- Indera Football Club
- MS ABDB

## Compétition

### Classement
Le classement est établi sur le barème de points classique (victoire à 3 points, match nul à 1, défaite à 0).
| Rang | Équipe          | Pts | J  | G  | N | P  | Bp | Bc | Diff |
| ---- | --------------- | --- | -- | -- | - | -- | -- | -- | ---- |
| 1    | DPMM FCC        | 52  | 18 | 17 | 1 | 0  | 81 | 7  | +74  |
| 2    | AH United       | 42  | 18 | 13 | 3 | 2  | 56 | 19 | +37  |
| 3    | MS ABDB         | 37  | 18 | 11 | 4 | 3  | 43 | 22 | +21  |
| 4    | Wijaya UnitedT  | 25  | 18 | 7  | 4 | 7  | 42 | 31 | +11  |
| 5    | QAF FC          | 24  | 18 | 7  | 3 | 8  | 37 | 37 | 0    |
| 6    | Kasuka FC       | 23  | 18 | 7  | 2 | 9  | 36 | 47 | -11  |
| 7    | Jerudong FC     | 22  | 18 | 7  | 1 | 10 | 30 | 51 | -21  |
| 8    | Indera FC       | 17  | 18 | 5  | 2 | 11 | 32 | 57 | -25  |
| 9    | Sengkurong FC   | 13  | 18 | 4  | 1 | 13 | 18 | 51 | -33  |
| 10   | Kota Rangers FC | 4   | 18 | 1  | 1 | 16 | 18 | 71 | -53  |

|  | Champion de Brunei 2004                                 |
|  | Participation au barrage de promotion-relégation        |
|  | Relégation directe en deuxième division                 |
|  | T : Tenant du titre C : Vainqueur de la Coupe de Brunei |

### Matchs

#### Barrage de promotion-relégation
| Équipe 1       | Résultat | Équipe 2  | Aller | Retour |
| -------------- | -------- | --------- | ----- | ------ |
| IBM Bokok (D2) | 6 - 10   | Indera FC | 4 - 5 | 1 - 5  |

- Les deux clubs se maintiennent au sein de leur championnat respectif.

## Bilan de la saison
| Championnat de Brunei de football 2004 |                        |
| Champion                               | DPMM FC (2e titre)     |
| Coupes et trophées                     |                        |
| Vainqueur de la Coupe de Brunei 2004   | DPMM FC                |
| Qualifications continentales           |                        |
| Coupe du président de l'AFC 2005       | Aucun                  |
| Promotions et relégations              |                        |
| Promus en B-League                     | NBT Berakas FC         |
| Promus en B-League                     | Bandaran Football Club |
| Relégués en Premier-II                 | Sengkurong FC          |
| Relégués en Premier-II                 | Kota Rangers FC        |